# Maria Theresia von Spanien (1882–1912)

Maria Teresa von Spanien (Foto Christian Franzen)

Infantin Maria Teresa von Spanien vollständiger Name María Teresa Isabel Eugenia del Patrocinio Diega (* 12. November 1882 in Madrid; † 23. September 1912 ebenda) war eine Infantin von Spanien.

## Leben
Maria Teresa wurde als Tochter des Königs von Spanien Alfonso XII. de Borbón y de Borbón und seiner Gemahlin, der Erzherzogin Maria Christina von Österreich, in Madrid geboren.
Sie heiratete den Prinzen Ferdinand Maria Ludwig von Bayern, einen Sohn von Prinz Ludwig Ferdinand von Bayern und der Infantin Spaniens, Maria de la Paz de Borbón y de Borbón, am 12. Januar 1906 in Madrid.
Am 23. September 1912 starb Maria Teresa im Alter von nur 29 Jahren an einem Schlaganfall und wurde im Real Sitio de San Lorenzo de El Escorial begraben (Pantheon der Infanten, Kapelle 3).

## Nachkommen
1. Luis Alfonso von Spanien (1906–1983)
2. José Eugenio von Spanien (1909–1966)
3. María de las Mercedes von Spanien (1911–1953)
4. Maria del Pilar von Spanien (1912–1918)

## Auszeichnungen
- Sternkreuzorden
- Theresienorden